# Federico Ricci (kompozytor)
Federico Ricci (ur. 22 października 1809 w Neapolu, zm. 10 grudnia 1877 w Conegliano) – włoski kompozytor.

## Życiorys
Brat kompozytora Luigiego Ricciego. W latach 1818–1829 kształcił się w konserwatorium w Neapolu, gdzie jego nauczycielami byli Niccolò Antonio Zingarelli, Pietro Raimondi i Vincenzo Bellini. Uczył się też u brata, wraz z którym w 1829 roku wyjechał do Rzymu. W kolejnych latach skoncentrował się na działalności kompozytorskiej, pisał głównie opery. Od 1852 do 1869 roku przebywał w Petersburgu, gdzie uczył śpiewu w szkole przy Ermitażnym Tieatrie. W 1869 roku osiadł w Paryżu. Po przejściu na emeryturę w 1876 roku zamieszkał w Conegliano.

## Opery
(na podstawie materiałów źródłowych)
- Monsieur de Chalumeaux (wyst. Wenecja 1835)
- La prigione di Edimburgo (wyst. Triest 1838)
- Luigi Rolla (wyst. Florencja 1841)
- Corrado d’Altamura (wyst. Mediolan 1841)
- Il marito e l’amante (wyst. Wiedeń 1852)
- Il paniere d’amore (wyst. Wiedeń 1853)
- Une Folie à Rome (wyst. Paryż 1869)